# 富岡博志
富岡 博志（とみおか ひろし、1962年9月3日 - 2010年9月21日）は、日本の作曲家。

## 人物
日本大学芸術学部音楽科卒業。東京都で中学校教員として、足立区立蒲原中学校、足立区立江北中学校、板橋区立板橋第二中学校に勤務した。
中学生を対象にした合唱曲の定番といえる作品を多数制作した。代表曲は『明日へ』『南風』。著名な歌手にも旋律を提供した。
板橋第二中学校勤務中の2010年に病気のため死去。
2012年3月 教育芸術社から未発表曲を含む作品集＜「中学時代」～富岡博志クラス合唱作品集＞が出版された。

## 主な作品
- ぼくらの世界 （1991年）
- フレトイ （1991年）
- 心の中に （1992年）
- 南風 （1993年）
- 明日へ （1996年）
- フレトイ 再び （2004年）
- 遙かな季節 （2005年）
- 夢を抱いて （2011年）
- 明日の風 （2012年）
- 果てしない道を （2012年）
- 中学時代 （2012年）

## 明日へ
『明日へ』（あしたへ）は、富岡の作詞・作曲による合唱曲で、『南風』と共に富岡の代表曲である。中学校の合唱コンクールで歌われる機会が多い。
テンポは速く、大半がシンコペーションを占め、フォルテとピアノが狭い範囲で分布している場所がある。ホ長調。ただし合唱は第IV和音のAの和音で終わる。